# Guandong-armeen
Guandong-armeen (jap. 関東軍 kantō-gun; eller: Kwantung-Armeen) var en af Kejserriget Japans hovedarméer. Navnet af den japanske betegnelse for det Liaoning området i det nordøstlige Kina, som Japan forpagtede i 1905 nemlig 関東州 (jap. kantō-shū, kin. 关东州 Guāndōng-zhōu).

## Historie
Arméen var i tiden under det japanske kejserrige stationeret på det kinesiske fastland. Den blev i 1919 dannet ud fra den i 1906 grundlagte Guandong-garnison og var stationeret i Port Arthur. Den havde en styrke på 10.000 mand.
Japan måtte beskytte den sydmanchuriske jernbane i den kinesiske Guandong provins med militær. Fra 1907 blev Guandong-armeen indsat ved denne opgave. Her fremprovokerede de på egen hånd talrige sammenstød med den kinesiske hær. Herunder faldt også sprængningen af deres egen jernbanelinje den 18. september 1931. Den såkaldte Mukden-episoden beskyldte japanerne de kinesiske tropper for at stå bag. Derefter besatte Guandong-armeen uden tilladelse fra den japanske regering det nordøstlige Kina. I 1932 opstod der heraf lydstaten Manchukuo.
Guandong-armeen skal angiveligt også have stået bag episoden på Marco-Polo-Broen i 1937, som førte til 2. kinesisk-japanske krig og dermed dannede grundlag for Stillehavskrigen under 2. verdenskrig. 
I 1938 og 1939 kom det til kampe mellem Guandong-armeen og den sovjetiske Røde Hær under den Sovjetisk-japanske grænsekonflikt. Under de omfattende kampe ved Khalkhin Gol (Nomonhan) led Guandong-armeen betydelige tab og viste sig til sidst at være den Røde Hær underlegen.  
I 1941 blev arméen betydeligt styrket. Selv om den var kendt for sin notoriske hang til grænsekonflikter og egenhændigt fremprovokerede episoder, viste den under 2. verdenskrig, da  Japan ville undgå en konflikt med Sovjetunionen, en for den forbløffende disciplin og fredsommelighed. 
Under Sovjetunionens invasion af Manchukuo stod Guandong-arméen overfor den Røde Hær. På dette tidspunkt havde Guandong-armeen en størrelse på omkring 600.000 mand. De de bedste enheder imidlertid var indsat på andre krigsskuepladser i Stillehavskrigen, og da hæren i endnu højere grad end tidligere savnede moderne svære våben, var arméen kun en skygge af sig selv. Den kunne ikke bruges til ret meget andet end grænsekontrol og besættelsesstyrke. Den havde ikke en chance mod de hærdede og veludrustede sovjetiske tropper fra krigen mod Tyskland. Selv om det til tider kom til heftig japansk modstand, trængte de sovjetiske styrker hurtigt ind i Manchuriet. Yderligere kampe blev forhindret ved den japanske kapitulation. Resterne af den legendariske Guandong-armé var enten døde (ca. 60.000) på slagmarken, på vej i sovjetisk krigsfangenskab (ca. 600.000 hvoraf 60.000 døde under fangenskabet) eller forsøgte på at slippe hjem. 
Guandong-armeen var også ansvarlig for nogle af de alvorligste japanske krigsforbrydelser, såsom systematiske forsøg med biologisk og kemisk krigsførelse på mennesker, som blev udført af Enhed 100 og Enhed 731. Kun 12 medlemmer af arméen blev dømt ved krigsforbryderprocessen i Chabarowsk.

## Organisation ved krigens slutning
- 1. Regionalarmé
  - 3. Armé
  - 5. Arme
  - 122. Division
  - 134. Division
  - 139. Division
- 3. Regionalarmé
  - 30. Arme
  - 44. Arme
  - 108. Division
  - 136. Division
  - 79. Selvstændige blandede brigade
  - 130. Selvstændige blandede brigade
  - 134. Selvstændige blandede brigade
  - 1. Selvstændige kampvognsbrigade
- 17. Regionalarmé
  - 58. Arme
  - 120. Division
  - 150. Division
  - 160. Division
  - 320. Division
  - 127. Selvstændige blandede brigade
- 4. Arme
  - 119. Division
  - 123. Division
  - 149. Division
  - 80. Selvstændige blandede brigade
  - 131. Selvstændige blandede brigade
  - 135. Selvstændige blandede brigade
  - 136. Selvstændige blandede brigade
- 34. Arme
  - 59. Division
  - 137. Division
  - 133. Selvstændige blandede brigade
- Fastlands-jernbanetropper  
  - 3. Eisenbahnregiment
  - 4. Eisenbahnregiment
- 2. Luftflåde
  - 15. Selvstændige eskadrille
  - 101. Selvstændige rekognosceringseskadrille
- 5. Luftflåde
  - 13. Flyverdivision
  - 105. Selvstændige uddannelseseskadrille
  - 5. Lufefterretningsenhed

### Eksterne kilder
- Takashi Nakayama: Invasion by the Soviet Forces Arkiveret 28. november 2011 hos  Wayback Machine (engelsk)